# Mydaea compressicornis
Mydaea compressicornis este o specie de muște din genul Mydaea, familia Muscidae, descrisă de John Otterbein Snyder în anul 1949.
Este endemică în Columbia. Conform Catalogue of Life specia Mydaea compressicornis nu are subspecii cunoscute.